# Platypalpus itoi
Platypalpus itoi är en tvåvingeart som beskrevs av Frey 1955. Platypalpus itoi ingår i släktet Platypalpus och familjen puckeldansflugor. Inga underarter finns listade i Catalogue of Life.